# Dryptosauroides
Dryptosauroides (лат.) — сомнительный род динозавров-теропод из верхнего мела (маастрихт) Индии. Описан по фрагментарным окаменелостям, обнаруженным недалеко от города Джабалпур в слоях формации Ламета. Типовой и единственный вид — Dryptosauroides grandis.

## Описание
Известны шесть фрагментированных спинных позвонков, один шейный позвонок, а также четыре неполных ребра. Спинные позвонки берут начало в задней части туловища, так как на телах позвонков не было плевроцеле (боковых выемок). В целом кости соответствуют строению, типичному для представителей Abelisauridae.

## Классификация
Первоначально Dryptosauroides считались представителем целурозавров. Novas  в работе 2004 года поместил род в надсемейство Abelisauroidea в инфраотряде цератозавров.

## История изучения
Dryptosauroides был описаны Фридрихом фон Хюне и Чарльзом Мэтли в 1933 году; находки происходят из отложений формации Ламета недалеко от города Джабалпур. Название Dryptosauroides означает  «похожий на дриптозавра»; фон Хюне и Мэтли выбрали это название, поскольку отметили сходство с родом Dryptosaurus.
Поскольку окаменелости не имеют никаких признаков, позволяющих отличить их от других родов, обнаруженных в формации, Dryptosauroides рассматривается как nomen dubium. Dryptosauroides входит в число множества родов Abelisauroidea, описанных в формации Ламета. Поскольку кости редко встречаются в сочленении, а в основном встречаются изолированно, и поскольку большая часть этих окаменелостей в настоящее время утеряна, эти роды не могут быть четко разграничены друг от друга на современном уровне. Таким образом, костный материал, описанный как Dryptosauroides, Coeluroides,  Lametasaurus, Indosuchus, Indosaurus, Ornithomimoides и раджазавр, вероятно, принадлежал только к одному или двум разным родам.